# Carex cuchumatanensis
Carex cuchumatanensis là một loài thực vật có hoa trong họ Cói. Loài này được Standl. & Steyerm. mô tả khoa học đầu tiên năm 1953.